# Befragung
Die Befragung ist eine Methode vieler Wissenschaften und deren Forschungsrichtungen. Sie dient dazu, systematisch Informationen über Einstellungen, Meinungen, Wissen und Verhaltensweisen von Menschen zu gewinnen. Sie kann mündlich oder schriftlich (z. B. mittels Fragebogen), standardisiert oder frei erfolgen. Vor allem im Journalismus sowie für mündliche Befragungsmethoden in der Wissenschaft ist die Bezeichnung Interview auch gebräuchlich. Die Begriffe Umfrage bzw. Meinungsumfrage sind vor allem in der Politik oder der Wirtschaft üblich, um repräsentative Aussagen bezogen auf Gruppen oder die Gesamtbevölkerung zu erhalten. Diese können ebenfalls mündlich (z. B. Telefonumfrage) oder schriftlich erfolgen. Eine immer häufiger eingesetzte Form ist die Online-Befragung über das Internet.

## Bedeutung von Befragungen
Befragungen sind ein klassisches Instrument vieler Wissenschaftsdisziplinen, beispielsweise der empirischen Sozialwissenschaft, der Wirtschaftswissenschaften, der Bildungswissenschaft, der Psychologie, der Sprachwissenschaft (Sprachatlas, Mundartforschung), der Volkskunde (Gewährsleute, Oral History), und in der Geschichtswissenschaft (Zeitzeugen, Technikgeschichte, Sozialgeschichte). Interviews werden außerdem in der Meinungsforschung und in der Marktforschung eingesetzt, um ein Meinungsbild einer größeren Population (beispielsweise der Bevölkerung einer Region oder eines ganzen Landes) zu bestimmten Themen, Zeitfragen oder Produkten zu erhalten.
Einen Bedeutungsaufschwung erhielt die in den 1920er Jahren in den USA durch Gallup-Institute eingeführte Methode, bei der – anders als zuvor – nicht mehr auf schiere Masse der Befragten, sondern auf die möglichst repräsentative Auswahl der Befragten Wert gelegt wurde.

## Befragungsformen der Sozialwissenschaften
Unterscheidungskriterium für die Formen der Befragung (im Rahmen einer Erhebung) ist vor allem das Kommunikationsmedium, während der Grad der Standardisierung und Strukturiertheit sich neben der Abgrenzung zwischen qualitativer und quantitativer Forschung vor allem auf die Fragetechnik (Art und Aufbau der Fragen) bezieht. Nach der Anzahl der Themen einer Befragung unterscheidet man Spezialbefragungen und Omnibusumfragen.
Nach der Art der Kommunikation mit den Befragten unterscheidet man persönliche, telefonische, schriftliche („self administered“) und Online-Befragungen. Jede hat ihre spezifischen Vor- und Nachteile.

### Persönliche Befragung
Bei der persönlichen Befragung (Face-to-Face) besucht oftmals ein Interviewer den zu Befragenden und spricht mit ihm (siehe auch Computer Assisted Personal Interview). In manchen Face-to-Face-Befragungssituationen trifft der Interviewer den zu Befragenden auch anderswo an.
- Vorteile: Für die Befragung können Hilfsmittel (Listenvorlagen, Bildblätter, ggf. Produktbeispiele) eingesetzt werden. Dabei sind Interviewerbeobachtungen möglich (auf dem Fragebogen wird beispielsweise vermerkt, ob der Befragte engagiert oder desinteressiert wirkt). Persönliche Interviews können relativ lang sein (Richtwert: 1–1,5 h).
- Nachteile: Persönliche Befragungen sind vergleichsweise teuer, weil Material verschickt und ein gegebenenfalls im ganzen Land verteiltes Netz von Interviewern betreut werden muss. Die Führung und Anleitung der Interviewer ist deshalb kompliziert und aufwändig. Die Zeit zwischen dem Verschicken der Fragebögen an die Interviewer und dem Rücklauf der Ergebnisse ist relativ lang. Computergestützte persönliche Befragungen (CAPI) können diese Zeit gegenüber der Verwendung von Papierfragebögen verkürzen.

### Telefonische Befragung
- Vorteile: Die telefonische Befragung ist relativ schnell und kostengünstiger durch einfache Interviewerführung in einem Call-Center. Verglichen mit dem persönlichen Interview ist die Anonymität größer. Dadurch ist die Hemmschwelle für den Befragten bei heiklen Fragen möglicherweise geringer.
- Nachteile: Geringere Teilnahmebereitschaft als bei persönlicher Befragung. Viele Hilfsmittel (Listenvorlagen, Kartenspiele) können nicht eingesetzt werden. Durch das Fehlen von Hilfsmitteln und die rein sprachliche Kommunikation kann das Interview vom Befragten leicht als monoton oder ermüdend empfunden werden. Die Interviews müssen deutlich kürzer sein als bei anderen Befragungsformen.

### Postalische oder schriftliche Befragung
Schriftliche Befragungen finden meist mit einem standardisierten Fragebogen statt.
- Vorteile: Postalische Befragungen sind verhältnismäßig kostengünstig, ermöglichen hohe Anonymität und eine einfache Verwaltung (keine Interviewer oder Call-Center).
- Nachteile: Postalische Befragungen haben eine geringe Rücklaufquote (ca. 5 %). Außerdem besteht kaum Kontrolle über Umwelteinflüsse.

siehe auch Computer Assisted Self Interviewing

### Online-Befragung
Online-Umfragen eigneten sich bis um 2005 vor allem, um Mitglieder einer speziellen Grundgesamtheit zu befragen, die einen Internet-Anschluss und PC-Kenntnisse haben (beispielsweise Umfrage unter Studenten, Universitäts-Mitarbeitern, Webmastern).
- Vorteile: Online-Umfragen sind relativ kostengünstig. Computergestützte Benutzerführung vermeidet Interviewerfehler. Hilfsmittel wie Bildblätter, Listen usw. sind möglich. Einfache und schnelle Auswertung, kurze Feedback-Zeit.
- Nachteile: Es muss sichergestellt werden, dass die Befragten an der Umfrage nicht mehrfach teilnehmen können. Mögliche Selbstselektion der Befragten, vor allem bei Umfragen auf Webseiten. Nur diejenigen Internetnutzer antworten, die dafür eine spezielle Motivation haben (vergleichbar mit der Problematik bei der postalischen Befragung). Unverlangte Umfrage-E-Mails können Nutzer verärgern. Der Forscher hat kaum Kontrolle über die Befragten (ähnlich wie bei postalischen Befragungen).

### Kritik
Von Vertretern einer „relationalen Soziologie“ wird die mit Attribut- und Einstellungsdaten arbeitende Umfrageforschung der 1950er bis 1970er Jahre kritisiert. Sie gleiche einem „soziologischen Fleischwolf, der das Individuum aus seinem sozialen Umfeld reißt und damit garantiert, dass niemand innerhalb der Studie mit jemand anderem interagiert.“ Diese Kritik trifft auf neuere Methoden jedoch nicht mehr zu. Zudem gehörte es bereits damals zu den grundlegenden Erkenntnissen der Soziologie, dass jede Befragung eine soziale Interaktion darstellt, die entsprechend kritisch zu bewerten sei.

## Befragungsformen anderer verwandter Wissenschaften
- Psychologie und Sozialpsychologie: Neben Experimenten und anderen Beobachtungstechniken arbeitet die wissenschaftliche Psychologie auch weiterhin überwiegend mit validierten, statistisch auswertbaren ausführlichen Fragebögen. Die Sozialpsychologie verwendet häufig standardisierte Interviews. Explorative, offene Interviews bereiten diese vor.

- In der Biografieforschung dokumentieren ausführliche wissenschaftliche Interviews die Lebensverläufe bestimmter Bevölkerungsgruppen, um geglückte oder auch problematische individuelle Verhaltensweisen, Mentalitäten und soziale Entwicklungen genauer untersuchen zu können. Besonders in der Kriminologie (Jugendkriminalität, Intensivtäter, Gewaltprävention) liegt die dringende Notwendigkeit und Relevanz solcher Forschung unmittelbar auf der Hand.

- In der Geschlechterforschung arbeiten verschiedene Interviewformen die spezifischen Unterschiede in Verhalten und Habitus zwischen Männern und Frauen sowie unterschiedlichen Untergruppen derselben heraus.

## Journalismus/Medien
Befragungen erfolgen auch in Journalismus und Öffentlichkeitsarbeit. Die einschlägigen journalistischen Darstellungsformen heißen Interview, Umfrage oder Vox pop.
Für Umfragen unter größeren Zielgruppen wird insbesondere im Marketing auch der Begriff „Poll“, insbesondere „Jahrespoll“, verwendet.

### Quantitative Befragung
- Bernad Batinic, Andreas Werner, Lorenz Gräf und Wolfgang Bandilla (Hrsg.): Online Research. Methoden, Anwendungen und Ergebnisse. Göttingen 1999
- Elisabeth Noelle-Neumann und Thomas Petersen: Alle, nicht jeder. Berlin 2005
- Rainer Schnell, Paul B. Hill und Elke Esser: Methoden der empirischen Sozialforschung. 7. Auflage. München 2005
- Jürgen Bortz und Nicola Döring: Forschungsmethoden und Evaluation. Berlin 2006
- Richard Geml und Hermann Lauer: Marketing- und Verkaufslexikon. 4. Auflage, Stuttgart 2008, ISBN 978-3-7910-2798-2.
- Wiebke Möhring und Daniela Schlütz: Die Befragung in der Medien- und Kommunikationswissenschaft: Eine praxisorientierte Einführung. 2., völlig überarbeitete Auflage. VS-Verlag, Wiesbaden 2010, ISBN 978-3-53116994-1.
- Rainer Schnell: Survey-Interviews: Methoden standardisierter Befragungen. 1. Auflage. VS Verlag für Sozialwissenschaften, 2012. ISBN 978-3-531-13614-1.
- Michael Höfele: Die Personalausweisbeantragung auf Einwohnermeldeämtern als Auswahlmethode für lokale Bevölkerungsumfragen. 1. Auflage. Norderstedt 2014, ISBN 978-3-732-25421-7.

### Geistes- und Sozialwissenschaften
- Alexander Bogner: Das Experteninterview: Theorie, Methode, Anwendung. Leske + Budrich. Opladen 2002. ISBN 3-8100-3200-X.
- Jochen Gläser und Grit Laudel: Experteninterviews und qualitative Inhaltsanalyse: Instrumente rekonstruierender Untersuchungen. 1. Auflage. UTB. Stuttgart 2004, ISBN 3-8252-2348-5.
- Cornelia Helfferich: Die Qualität qualitativer Daten: Manual für die Durchführung qualitativer Interviews. 1. Auflage. VS. Wiesbaden 2004. ISBN 3-8100-3756-7.
- Rolf Porst: Fragebogen – Ein Arbeitsbuch (2. Aufl.). Wiesbaden: VS Verlag für Sozialwissenschaften, 2009. ISBN 978-3-53116435-9.

### Personalwesen
- Werner Sarges: Bewerber-Interviews und Mitarbeitergespräche: Engpaß Exploration. In: B. Voß (Hrsg.): Kommunikations- und Verhaltenstrainings. Göttingen 1995. Verlag für Angewandte Psychologie. S. 136–156
- Gerald Richter: Was misst das strukturierte Einstellungsinterview? Studien zur Konstruktvalidität des Multimodalen Interviews. Dissertation 2003 (Abstract)
- U. P. Kanning: Standards der Personaldiagnostik. Hogrefe. Göttingen 2004

### Pädagogik
- Herbert P. Ginsburg, Susan F. Jacobs und Luz Stella Lopez: The Teacher's Guide to Flexible Interviewing in the Classroom. Learning what Children know about Math. Allyn & Bacon. Needham Heights 1998, ISBN 0-205-26567-7.